# (3321) Dasha
(3321) Dasha es un asteroide perteneciente al cinturón de asteroides, descubierto el 3 de octubre de 1975 por la astrónoma soviética Liudmila Chernyj desde el Observatorio Astrofísico de Crimea (República de Crimea, Rusia).

## Designación y nombre
Designado provisionalmente como 1975 TZ2. Fue nombrado en homenaje a la enfermera, durante la Guerra de Crimea, Daria Lavrentievna Mijailova, más conocida como Dasha de Sebastopol.